# Artiom Kuzajmetov
Artiom Kuzajmetov –en ruso, Артём Кузахметов– (Vyshni Volochok, 19 de febrero de 1995) es un deportista ruso que compite en piragüismo en la modalidad de aguas tranquilas.
Ganó una medalla de oro en el Campeonato Mundial de Piragüismo de 2018 y una medalla de bronce en el Campeonato Europeo de Piragüismo de 2016. En los Juegos Europeos de Minsk 2019 obtuvo una medalla de oro en la prueba de K4 500 m.

## Palmarés internacional
| Campeonato Mundial | Campeonato Mundial          | Campeonato Mundial | Campeonato Mundial |
| Año                | Lugar                       | Medalla            | Competición        |
| ------------------ | --------------------------- | ------------------ | ------------------ |
| 2018               | Montemor-o-Velho (Portugal) | Medalla de oro     | K2 500 m           |
| Juegos Europeos    |                             |                    |                    |
| Año                | Lugar                       | Medalla            | Competición        |
| 2019               | Minsk (Bielorrusia)         | Medalla de oro     | K4 500 m           |
| Campeonato Europeo |                             |                    |                    |
| Año                | Lugar                       | Medalla            | Competición        |
| 2016               | Moscú (Rusia)               | Medalla de bronce  | K4 500 m           |